# John W. McDonald
Pour les articles homonymes, voir John McDonald et McDonald.
John Walter McDonald (21 mai 1878-8 novembre 1950) est un homme politique canadien de l'Alberta. Il est maire de la ville de Fort Macleod, juge en chef de la cour du district sud de l'Alberta et dirige le Parti libéral de l'Alberta de 1930 à 1932

## Biographie

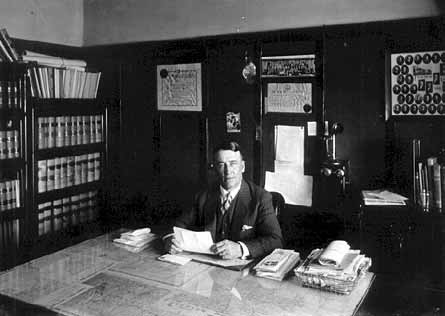
John Walter McDonald dans son bureau de Macleod en 1920

Né à Vaughan au Ontario, McDonald étudie à la Osgoode Hall Law School où il obtient un Bachelor of Civil Law (BCL) en 1905 et à l'Université de Toronto où il gradue avec un Bachelor of Laws (LL.B),. McDonald pratique le droit avec la firme Denton, Dunn et Boultbee de Toronto et devient par la suite partenaire, avec Malcolm McKenzie dans la firme McDonald, Martin and McKenzie. Nommé Conseiller en loi du roi (KC) en 1919, il devient procureur de la couronne du district judiciaire de Macleod,. À titre de procureur, il acquiert une notoriété en étant impliqué dans les causes R v. Basoff (1920) où Tom Bassoff est jugé pour le meurtre du constable Fred W. E. Bailey de l'Alberta Provincial Police (en) et du caporal Usher de la Gendarmerie royale du Canada lors d'une fusillade à Bellevue, ainsi que la cause R v. Zitto (1923).

## Carrière politique
McDonald se présente à la mairie de Fort MacLeod en 1923 et conserve la fonction jusqu'en 1930, ainsi que de 1934 à 1938. Alors à Fort Macleod, il siège au conseil scolaire local, dans plusieurs organisations communautaires et chef honoraire de la nation Gens-du-Sang.
Lors de l'élection provinciale de 1926, il se présente dans la circonscription de Macleod (en) contre le député sortant des United Farmers, William H. Shield (en), mais perd l'élection lors d'un second vote.
En mars 1930, il devient chef du Parti libéral de l'Alberta après la démission de Joseph Shaw (en). Il remporte la chefferie au troisième tour contre Hugh John Montgomery (en) et William R. Howson (en).
Lors de l'1930, les Libéraux remportent quatre sièges de plus, malgré une perte de 2 % du vote populaire, mais McDonald est défait dans sa circonscription.
Demeuré chef après l'élection, il est reconduit dans ses fonctions avec la promesse de se présenter lors d'une élection partielle à la première opportunité. Alors que George Harry Webster (en) est choisi comme leader en chambre, McDonald conserve la chefferie pendant une année supplémentaire avant de présenter sa démission en mars 1932.

## Fin de vie
Nommé juge du district sud de l'Alberta en mai 1940, il est ensuite nommé juge en chef en mars 1944. Il conserve cette fonction jusqu'à son décès en novembre 1950.